# Peter Overend Watts

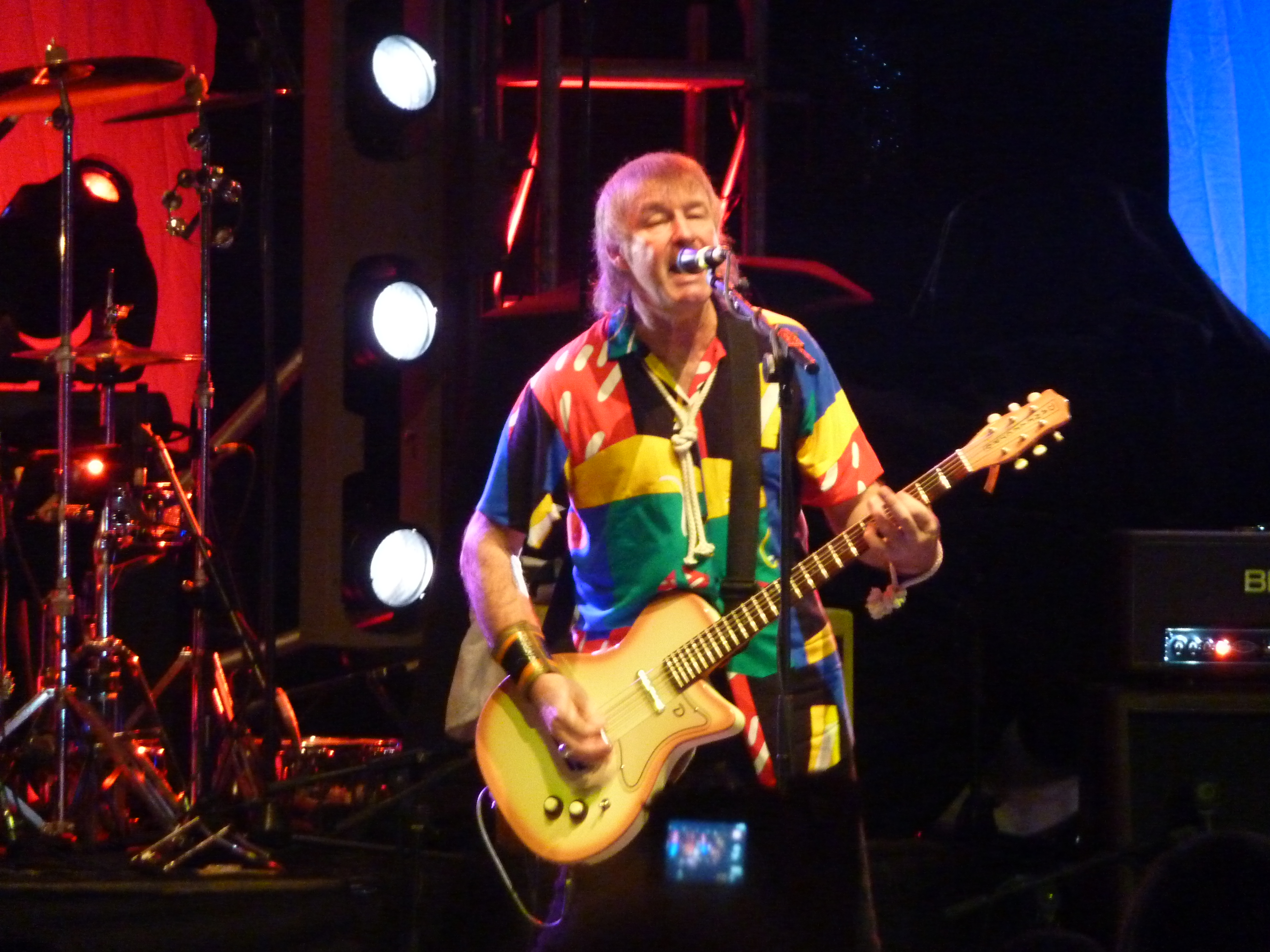
Pete "Overend" Watts, 2009

Peter Overend Watts (* 13. Mai 1947 in Yardley, Birmingham; † 22. Januar 2017) war ein britischer Musiker, Musikautor und Musikproduzent.

## Leben
Peter Overend Watts wurde als Sohn von Joan und Ron Watts in Birmingham geboren. 1948 zog die Familie nach Ross-on-Wye in Herefordshire. Inspiriert vom Gitarrenspiel Hank Marvins von den Shadows begann er auf der akustischen Gitarre seines Vaters zu üben. Weihnachten 1961 bekam er eine Höfner Colorama II, eine elektrische Gitarre, geschenkt. Auf dem Gymnasium von Ross-on-Wye lernte er Dale Griffin kennen. Mit Griffin zusammen spielte er in verschiedenen Bands, während er den Beruf eines Architekten erlernte. 1965 beschloss er, nachdem er zuvor von der Gitarre zum Bass gewechselt war, hauptberuflicher Musiker zu werden. Er ging auf eine Europatournee mit den Buddies, auf der er Mick Ralphs kennenlernte. Watts, Ralphs und Griffin spielten dann zusammen in der Doc Thomas Group, später in den Bands Shakedown Group und Silence. 1969 gingen alle drei nach London und bekamen einen Plattenvertrag mit dem Produzenten Guy Stevens von Island Records unter dem Namen Mott the Hoople. Die Gruppe wollte sich 1972 auflösen und Watts versuchte als Musiker mit David Bowie zu spielen, der Watts aber mit der Begründung ablehnte, Mott the Hoople könne sich nicht auflösen, und so kam die Band wieder zusammen. Ab 1974 war Watts der Hauptverantwortliche für die Entstehung neuer Songs von Mott.
Watts und Griffin gründeten nach dem Ende von Mott the Hoople gemeinsam die Produktionsfirma Grimtone Productions. Die Firma hatte Erfolge mit The Cult, Hanoi Rocks und Department S.
2009 und 2013 trat Watts für eine Reihe von Konzerten nochmals mit Mott the Hoople auf.
1988 verließ Watts Grimtone Productions und die Musikindustrie und eröffnete ein Geschäft in Hereford, das er 2003 aufgab. Er widmete sich danach dem Angeln und Langstreckenwanderungen. 2013 veröffentlichte er das Buch The man who hated walking, in dem er seine Wanderung auf dem South West Coast Path beschreibt.
Watts starb am 22. Januar 2017 an den Folgen eines Kopf-Hals-Karzinoms.

## Veröffentlichungen
- The man who hated walking, Wymer Publishing, 2013, ISBN 978-1908724076